# San Francisco Rush 2049
San Francisco Rush 2049 is een racespel en het derde in de racespellenreeks Rush. Het spel laat de speler racen in het San Francisco van 2049. Dit betekent een zeer futuristisch uiterlijk van de stad en natuurlijk moderne auto's met vleugels.
Vooral de vleugels van de auto's zorgt ervoor dat Rush 2049 anders speelt dan voorgaande delen, dit omdat de speler niet langer moet toekijken als hij over een schans gereden is en de auto het luchtruim kiest. In de stuntmodus betekent dit dat er gerichter gestunt kan worden. Opnieuw zijn er vele banen die zowel achteruit als gespiegeld gereden kan worden.
Het spel is verschenen voor de Nintendo 64, Dreamcast en Game Boy Color. Tevens is er een arcadeversie.
De opvolger van deze game is L.A. Rush.

## Uitgaven
- Dreamcast (2000)
- Game Boy Color (2000)
- Nintendo 64 (2000)